# Junonia africana
Junonia africana is een vlinder uit de familie Nymphalidae. De wetenschappelijke naam van deze soort werd voor het eerst voorgesteld als Precis africana door Richelmann in een publicatie uit 1913.
De soort komt voor in Kameroen.